# Ijaci
Ijaci is een gemeente in de Braziliaanse deelstaat Minas Gerais. De gemeente telt 6.036 inwoners (schatting 2009).

## Aangrenzende gemeenten
De gemeente grenst aan Bom Sucesso, Itumirim, Lavras, Perdões en Ribeirão Vermelho.